# Hyperolius marginatus
Espèce
Synonymes
- Rappia undulata Boulenger, 1901
- Hyperolius argentovittis Ahl, 1931
- Hyperolius graueri Ahl, 1931
- Hyperolius callichromus Ahl, 1931
- Hyperolius decipiens Ahl, 1931
- Hyperolius melanoleucus Laurent, 1941
- Hyperolius angolensis straeleni Laurent, 1943
- Hyperolius brieni Laurent, 1943
- Hyperolius albofasciatus Hoffman, 1944
- Hyperolius viridiflavus reesi Schiøtz, 1982

Statut de conservation UICN

 LC  : Préoccupation mineure
Hyperolius marginatus est une espèce d'amphibiens de la famille des Hyperoliidae.

## Répartition
Cette espèce se rencontre, :
- dans l'Est et le Sud-Est de la République démocratique du Congo ;
- dans l'ouest de la Tanzanie ;
- dans l'ouest du Malawi ;
- dans l'est de la Zambie ;
- dans l'ouest du Mozambique ;
- dans le nord du Zimbabwe.

Sa présence est incertaine au Burundi et au Rwanda.

## Publication originale
- Peters, 1854 : Diagnosen neuer Batrachier, welche zusammen mit der früher (24. Juli und 17. August) gegebenen Übersicht der Schlangen und Eidechsen mitgetheilt werden. Bericht über die zur Bekanntmachung geeigneten Verhandlungen der Königlich preussischen Akademie der Wissenschaften zu Berlin, vol. 1854, p. 614-628 (texte intégral).